# Puccinia menthae

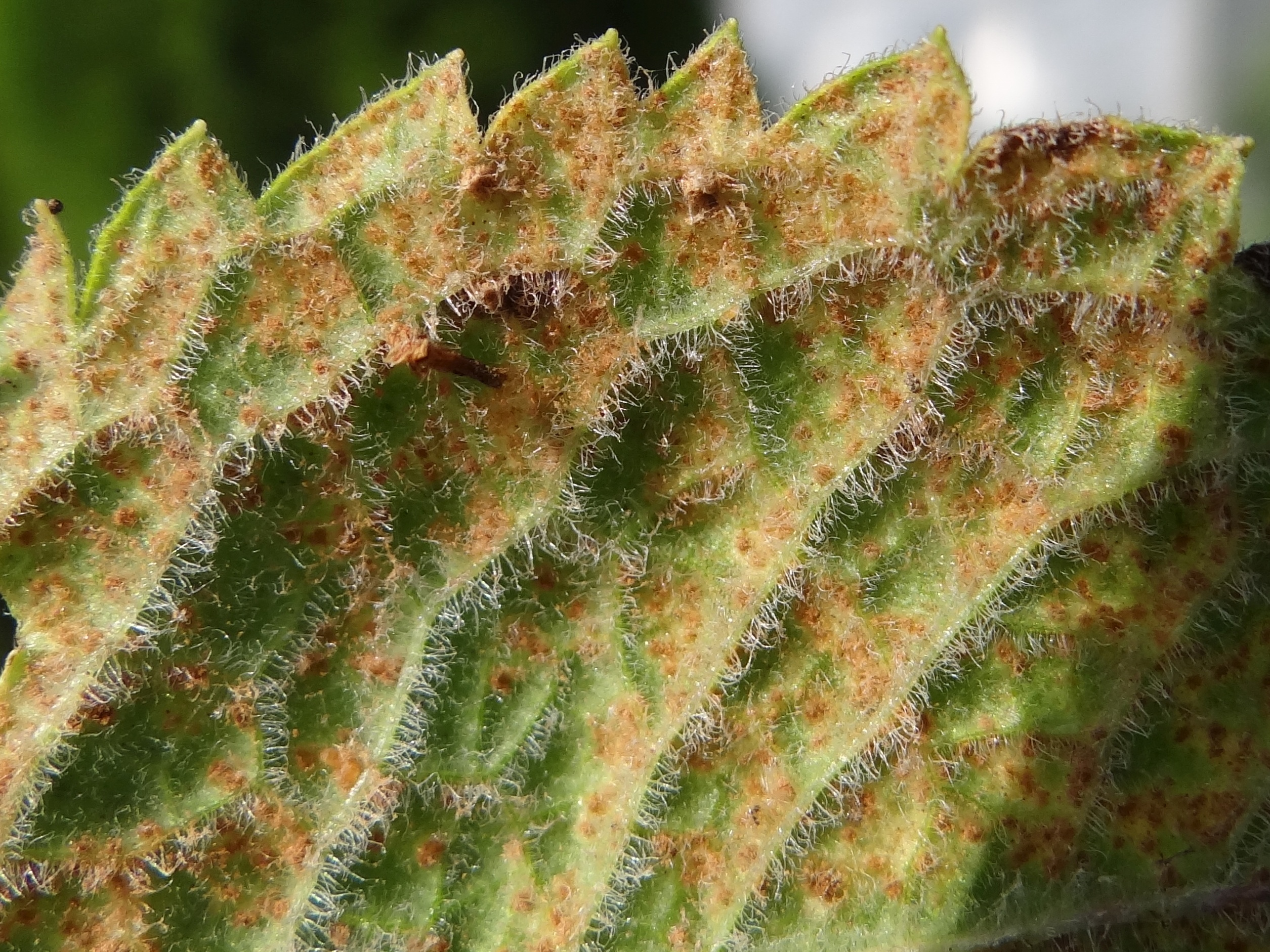
Uredinia na dolnej stronie liścia mięty

Puccinia menthae Pers. – gatunek grzybów z rodziny rdzowatych (Pucciniaceae). Grzyb mikroskopijny będący pasożytem wielu roślin.

## Systematyka i nazewnictwo
Pozycja w klasyfikacji według Index Fungorum: Puccinia, Pucciniaceae, Pucciniales, Incertae sedis, Pucciniomycetes, Pucciniomycotina, Basidiomycota, Fungi.
Synonimy nazwy naukowej:

- Aecidium menthae DC., in de Candolle & Lamarck 1815
- Caeoma labiatarum (DC.) Schltdl. 1824
- Caeoma menthatum Link, in Willdenow 1825
- Dicaeoma menthae (Pers.) Gray 1821
- Puccinia clinopodii DC., in de Candolle & Lamarck 1815
- Puccinia labiatarum Schltdl. 1824
- Trichobasis clinopodii Cooke 1865
- Trichobasis labiatarum (DC.) Lév. 1849
- Uredo labiatarum DC., in de Candolle & Lamarck 1815
- Uredo menthae Pers. 1801

## Rozwój
Jest pasożytem, jak wszystkie gatunki z rodzaju rdza. Jest rdzą pełnocyklową, tzn. wytwarza wszystkie właściwe dla rdzy rodzaje zarodników. Jest pasożytem jednodomowym, tzn. cały jej cykl rozwojowy odbywa się na jednym żywicielu.

## Morfologia
Pyknidia rozwijają się na liściach lub łodygach, zazwyczaj w niewielkich grupach, razem z ecjami. Są kuliste, o średnicy 90–160 μm i posiadają wstawki. Ecja również rozwijają się na liściach lub łodygach, mają kubkowaty kształt i średnicę 0,3–0,4 mm. Ściana zbudowana z komórek o rozmiarach 10–16 × 32–45 μm. Ściana zewnętrzna ma grubość 3–5 μm, wewnętrzna 2–5 μm. Ecjospory sferoidalne lub elipsoidalne, o średnicy 18–28 μm i ścianie hialinowej lub bladożółtej, równomiernie pokrytej brodawkami o grubości 1–2 μm. Uredinia powstają głównie na dolnej stronie liści w rozproszeniu, lub w grupach. Mają okrągławy kształt i średnicę do 0,5 mm. Urediniospory elipsoidalne lub jajowate, o rozmiarach 22–26 × 18–22 μm. Mają ściany nagie, żółte lub blade, szkliste, o grubości 1–1,5 μm. Mają na równiku 3 pory rostkowe. Telia takie same, jak uredinia, ale ciemnobrązowe. Teliospory elipsoidalne, o wymiarach 22–30 × 17–24, zazwyczaj lekko zwężone na przegrodach. Mają zazwyczaj brodawkowatą, tylko wyjątkowo gładką ścianę o grubości 1,5–2 μm na bokach i 3–4 μm na środku. Osadzone są na słabo żółtawych trzonkach o długości 20 μm.

## Występowanie
Gatunek kosmopolityczny. Poza Antarktydą występuje na wszystkich kontynentach, a także na wielu wyspach, ale najliczniej na półkuli północnej w strefie klimatu umiarkowanego.
Rozwija się na wielu roślinach, głównie w obrębie rodziny jasnotowatych (Lamiaceae). Podano jej występowanie na następujących rodzajach roślin: Blephila, Bystropogon, kalaminta Calamintha, klinopodium Clinopodium, Cunila, Hedeoma, hyzop Hyssopus, karbieniec Lycopus, melisa Melissa, mięta Mentha, Micromeria, pysznogłówka Monarda, Monardella, kocimiętka Nepeta, bazylia Ocimum, lebiodka Origanum, Pycnanthemum, cząber Satureja, macierzanka Thymus i Ziziphora. Wywołuje u nich choroby zwane rdzami, m.in. rdzę mięty.